# 카디건

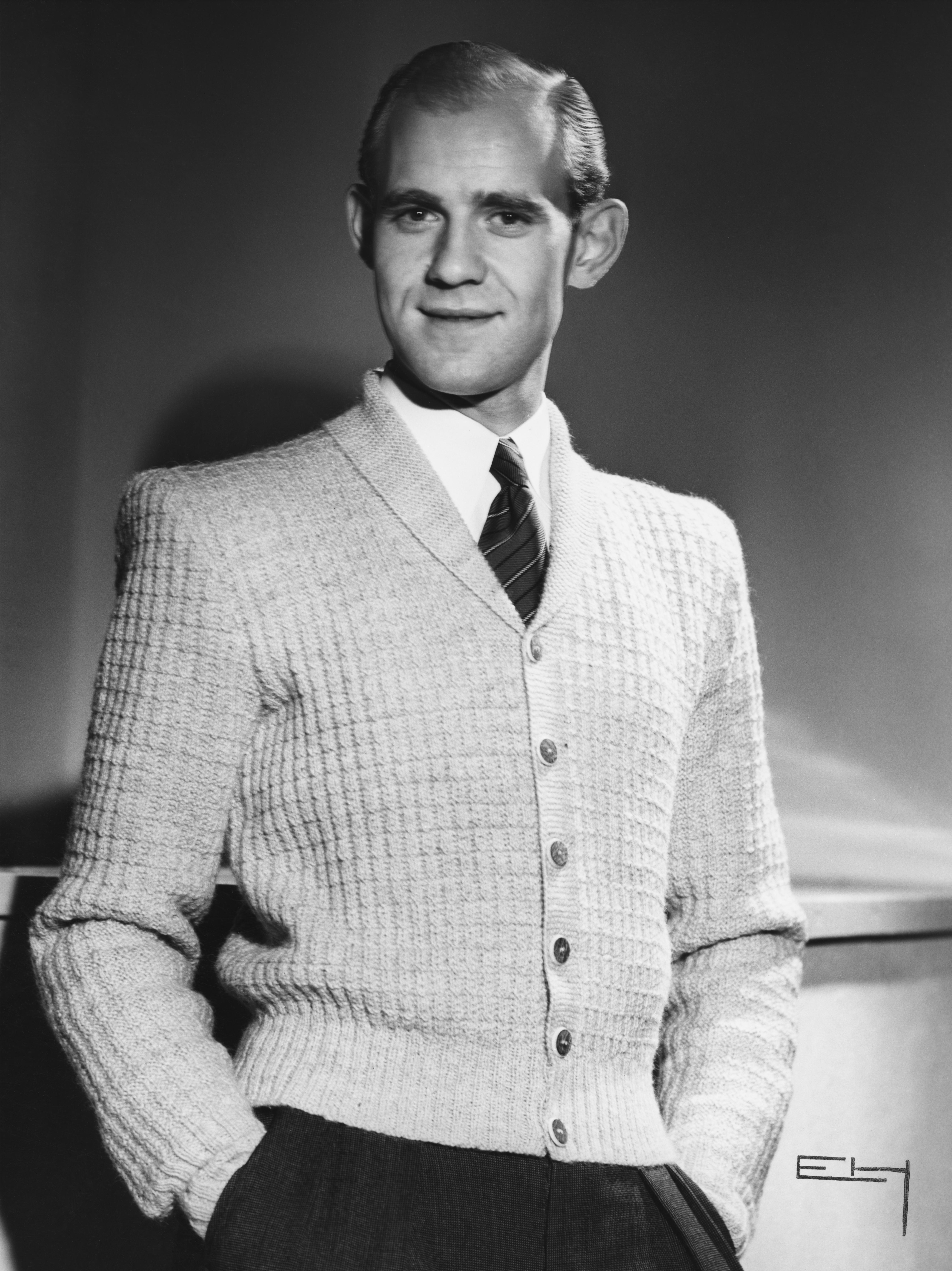
1947년 가디건을 입고 있는 모습

카디건(영어: cardigan)은 칼라 없이 앞자락을 터서 단추로 채우게 된 니트 의류의 일종이다. 1890년대 초부터 영국에서 입기 시작하였다. 대한민국에서는 보통 가디건이라고 하기도 한다. 전통적으로 카디건은 양모로 만들었지만 이제는 면, 합성섬유 또는 이들의 조합(組合)으로 만들 수 있다.